# Синьковский сельский совет (Залещицкий район)
Синьковский сельский совет (укр. Синьківська сільська рада) — входит в состав
Залещицкого района
Тернопольской области
Украины.
Административный центр сельского совета находится в 
с. Синьков.

## Населённые пункты совета
- с. Синьков